# Kramkowo Lipskie
Kramkowo Lipskie is een plaats in het Poolse district  Ostrowski (Mazovië), woiwodschap Mazovië. De plaats maakt deel uit van de gemeente Nur en telt 166 inwoners.